# Rhododendron 'Buchlovice'
Rhododendron 'Buchlovice' — сорт низкорослых зимостойких вечнозелёных рододендронов. 
В селекционной программе был использован Rhododendron impeditum.

## Биологическое описание
Низкорослый вечнозелёный кустарник с очень плотной шарообразной кроной. К 10-ти годам достигает 30—40 см в высоту и 60 см в ширину.
Листья тёмно-зелёные.
Цветки мелкие бледно-голубовато-фиолетовые, около 2,5 см в диаметре, но очень многочисленные. Распускаются в конце апреля—начале мая.

## В культуре
Зоны морозостойкости: 6a.
Нуждается в хорошем освещении или полутени и кислых почвах. Этот сорт рекомендуется для вересковых садов и альпинариев. Растения этого сорта имеют хорошую морозостойкость, но поздние заморозки могут повредить цветки.